# Cleveland (Utah)
Pour les articles homonymes, voir Cleveland (homonymie).
Cleveland est une municipalité américaine située dans le comté d'Emery en Utah.
Lors du recensement de 2010, sa population est de 464 habitants. La municipalité s'étend sur 0,85 mille carré (2,2 km2).
Cleveland est fondée en 1885 par des familles originaires de Huntington et Scofield. Elle est nommée en l'honneur du président Grover Cleveland.